# Мрежа дубоког свемира
Мрежа дубоког свемира (енгл. Deep Space Network), или скраћено DSN, је глобална мрежа великих антена и постројења за комуникацију која подржавају међупланетарне свемирске летелице. Такође се баве радио-астрономским и радарским опсервацијама. DSN је део лабораторије за млазни погон. Друге мреже сличне намене су ESTRACK европске свемирске агенције, Совјетска мрежа дубоког свемира, Индијска мрежа дубоког свемира и Кинеска мрежа дубоког свемира.